# Richard Grieco

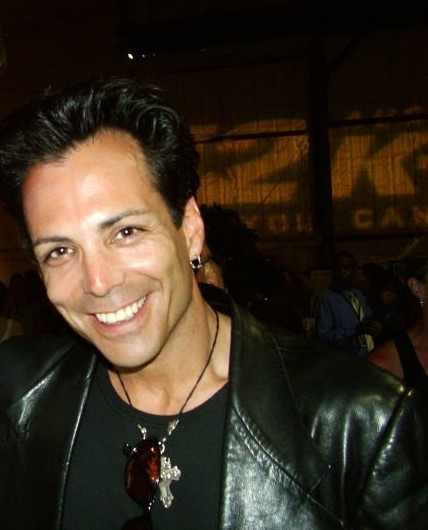
Richard Grieco (2006)

Richard Grieco (* 23. März 1965 in Watertown, New York) ist ein US-amerikanischer Schauspieler und Sänger.

## Leben und Wirken
Richard Grieco wurde in Watertown als Sohn von Carolyn (geb. O’Reilly) und Richard Grieco geboren. Die Eltern sind irischer bzw. italienischer Herkunft. Grieco spielte American Football für die Central Connecticut University. Nach seiner Zeit als Model studierte er Schauspiel.
In seiner ersten Rolle spielte er Rick Gardner in der Seifenoper One Life to Live von 1985 bis 1987. Ab 1988 spielte Grieco den Polizisten Detective Dennis Booker in der Fernsehserie 21 Jump Street – Tatort Klassenzimmer und ihrem Spin-off Booker. Sein Spielfilmdebüt hatte er in einer Hauptrolle als Gangster Bugsy Siegel in Die wahren Bosse – Ein teuflisches Imperium (1991) neben Christian Slater. Im Film A Night at the Roxbury (1998) spielte er sich selbst. Er spielte ebenfalls 1995 in der Fernsehserie Marker mit.
1994 startete er eine Gesangskarriere mit der Jon Dunmore Band, der auch Eddie St. James angehörte. Die Band brachte bei einem deutschen Label (edel music) die CD Waiting for the Sky to Fall heraus, sie wurde 1995 europaweit veröffentlicht. Trotz des ausbleibenden großen Erfolgs brachte das Album ein paar kleinere Hits hervor, wie Voice With No Name und Lay Your Body Down. Grieco präsentierte die Lieder Voice With No Name und Crying in the Streets bei der Bravo Super Show 1994 in Berlin.
Grieco hat einen Sohn aus einer früheren Beziehung mit Kimber Sissons.

## Filmografie (Auswahl)
- 1988–1989: 21 Jump Street – Tatort Klassenzimmer (21 Jump Street, Fernsehserie)
- 1989–1990: Booker
- 1991: Teen Agent – Wenn Blicke töten könnten (If Looks Could Kill)
- 1991: Die wahren Bosse – Ein teuflisches Imperium (Mobsters)
- 1992: Catman (Tomcat – Dangerous Desires)
- 1993: Born to run
- 1994: Crossing Line – Ein Cop wird zum Killer
- 1994: Tod auf Trauschein (A Vow to Kill)
- 1994: Heißes Pflaster Hawaii (Marker, Fernsehserie)
- 1995: Love and Terror (It Was Him or Us)
- 1995: The Demolitionist
- 1997: Mad Rex – Gegen das Gesetz (Against the Law)
- 1997: Absolution
- 1998: Entführt – Tage der Angst
- 1998: A Night at the Roxbury
- 1999: Auf der Straße der Träume (Heaven or Vegas)
- 2001: Sexual Predator: Fesseln der Lust
- 2001: Terror im Orientexpress
- 2003: Webs
- 2004: Phantom Force
- 2005: Raiders of the Damned
- 2011: Thor – Der Allmächtige (Almighty Thor)
- 2013: Apocalypse Earth (AE: Apocalypse Earth)
- 2014: 22 Jump Street (Cameo-Auftritt)
- 2020: Attack of the Unknown
- 2021: Jungle Run – Das Geheimnis des Dschungelgottes (Jungle Run)
- 2023: Clown Motel